# Shane Claiborne

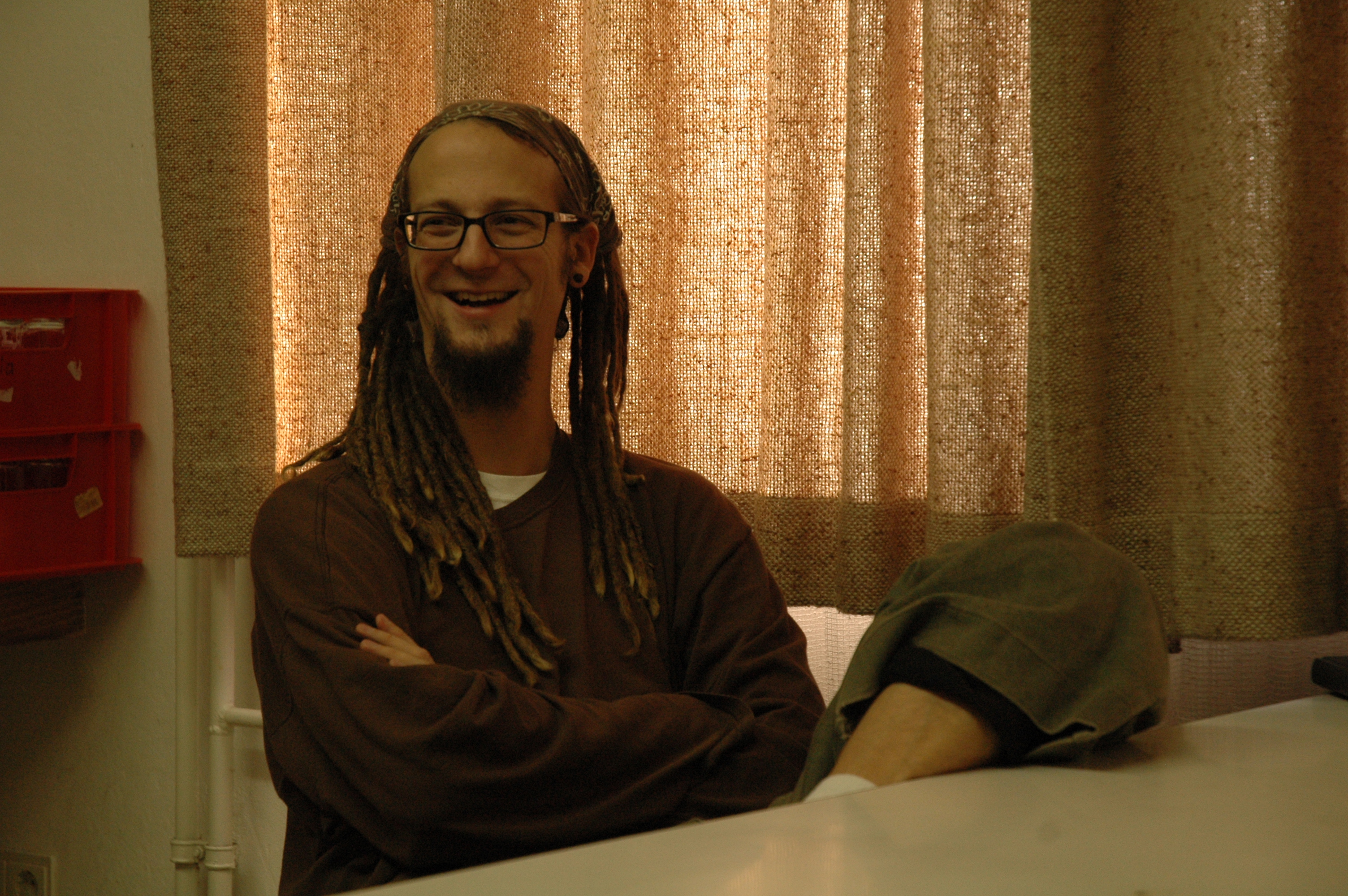
Shane Claiborne, 2009

Shane Claiborne (* 11. Juli 1975 in Tennessee, USA) ist ein US-amerikanischer Soziologe, politischer Aktivist, Autor, Redner und Theologe, der zu den Linksevangelikalen gezählt wird, die insbesondere die Worte von Jesus von Nazareth ernstnehmen wollen und daher in Amerika Red-Letter Christians genannt werden.

## Leben
Sein Urgroßvater war ein berittener Postbote aus den Bergen im Osten Tennessees. Claiborne studierte Soziologie und Theologie an der Eastern University in St. Davids, die etwas außerhalb von Philadelphia liegt. Bald darauf begann er zu schreiben, und seine Werke wurden in ganz unterschiedlichen Medien wie Al Jazeera, CNN, Esquire, Fox News, NPR, SPIN, Christianity Today, Time und im Wall Street Journal publiziert und rezipiert. Er konnte seine Thesen auch in der Harvard University, Princeton University, Liberty University, Duke University und der University of Notre Dame vorstellen.
In seinen Büchern propagiert er einen christlichen Glauben und ganzheitlichen Lebensstil, der vor allem durch Liebe, Fürsorge und Aufnahme von Menschen am Rande der Gesellschaft geprägt ist, damit sie eine Stimme erhalten und zu ihren Rechten kommen. Christlicher Glaube sei vor allem Nachfolge Christi und beschränke sich keinesfalls nur auf das Bekennen der richtigen Glaubenssätze. Claiborne klärt zudem über politische, ökologische und ökonomische Schwierigkeiten (u. a. Sweatshop-Problematik) auf und bietet Lösungsansätze und Vorschläge für einen nachhaltigen und ethischen Lebensstil an.
Claiborne trat diverse Reisen an, von denen er in seinem Buch „Ich muss verrückt sein so zu leben…“ berichtet. Unter anderem verbrachte er mehrere Wochen in einem Leprakrankenhaus und anderen Projekten Mutter Teresas in Kalkutta und reiste als Friedensaktivist in den Irak, um gegen den Irakkrieg zu protestieren. Diese Reise ist auch in dem Buch „Iraq Journal“ dokumentiert.
Claiborne lebt in einer klosterähnlichen Gemeinschaft in einem Armenviertel von Philadelphia, The Simple Way, die er mitbegründet hat, die auch Ehepaare aufnimmt und soziale Aktionen in ihrer Nachbarschaft durchführt. Er kann als visionäre Person und führender Kopf dieser Gemeinschaft bezeichnet werden.

## Privates
Seit 2011 ist er mit Katie Jo Brotherton verheiratet.

## Werke

### Englische Artikel und Bücher
- Iraq Journal 2003. Doulos Christou 2006. ISBN 0-9744796-7-5
- Irresistible Revolution. Living as an Ordinary Radical. Zondervan, Grand Rapids 2006. ISBN 0-310-26630-0
- Jesus for President: Politics for Ordinary Radicals. Zondervan, Grand Rapids 2008. ISBN 0-310-27842-2
- Becoming the Answer to Our Prayers. Prayer for ordinary radicals. InterVarsity 2008. ISBN 0-8308-3622-5
- What If Jesus Meant All That Stuff? Esquire Magazine, November 18, 2009
- mit John Perkins: Follow Me To Freedom: Leading and Following as an Ordinary Radical.  Regal Books 2009. ISBN 0-8307-5120-3
- mit Tony Campolo: Red Letter Christianity. Living the Words of Jesus No Matter the Cost.  Hodder & Stoughton 2012. ISBN 1-4447-4538-7
- mit Jonathan Wilson-Hartgrove & Enuma Okoro: Common Prayer. Zondervan, Grand Rapids 2012. ISBN 0-310-32619-2

### Deutsche Übersetzungen
- Ich muss verrückt sein, so zu leben: Kompromisslose Experimente in Sachen Nächstenliebe. Brunnen, Gießen 2007. ISBN 978-3-7655-3935-0 (Originaltitel: The Irresistible Revolution)
- mit Chris Haw: Jesus for President: Kompromisslose Experimente in Sachen Politik. Brunnen, Gießen 2009. ISBN 978-3-7655-1444-9
- mit Jonathan Wilson-Hartgrove: Gott antwortet anders. Kompromisslose Experimente in Sachen Gebet. Brunnen, Gießen 2010. ISBN 978-3-7655-4090-5 (Originaltitel: Becoming the Answer to Our Prayers)
- mit John Perkins: Komm mit mir in die Freiheit. Cap Books, Haiterbach-Beihingen 2011. ISBN 978-3-86773-119-5
- mit Tony Campolo: Die Jesus-Revolution. Was passiert, wenn wir ihn beim Wort nehmen. Gerth, Asslar 2014. ISBN 978-3-95734-030-6